# Лебедёвское сельское поселение (Кировская область)
Лебедёвское сельское поселение — муниципальное образование в составе Уржумского района Кировской области России, существовавшее в 2006 - 2012 годах.
Центр — починок Лебедевский.

## История
Лебедёвское сельское поселение образовано 1 января 2006 года согласно Закону Кировской области от 07.12.2004 № 284-ЗО.
28 апреля 2012 года в соответствии с Законом Кировской области № 141-ЗО поселение включено в состав Буйского сельского поселения.

## Состав
В поселение входили 7 населённых пунктов:
- починок Лебедевский
- починок Александровский
- починок Ивановский
- починок Кургановский
- починок Луначарский
- починок Покровский
- починок Тарасовский